# Legoland Deutschland
Legoland Deutschland Resort – park rozrywki należący do sieci Legoland, otwarty 17 maja 2002 roku w Günzburgu, w Niemczech. Cechą charakterystyczną są budowle stylizowane na zbudowane z klocków Lego miasteczko.

## Atrakcje

### Kolejki górskie

#### Istniejące
W roku 2023 w parku znajdowały się 3 czynne kolejki górskie:
| # | Nazwa                 | Producent  | Data otwarcia | Typ               | Wysokość [m] | Prędkość [km/h] | Źródło |
| - | --------------------- | ---------- | ------------- | ----------------- | ------------ | --------------- | ------ |
| 1 | Das Große LEGO Rennen | Mack Rides | 2002          | stalowa rodzinna  | 15,8         | 56,3            | [ 3 ]  |
| 2 | Feuerdrache           | Zierer     | 2002          | stalowa rodzinna  | 16,0         | 56,5            | [ 4 ]  |
| 3 | Drachenjagd           | Gerstlauer | czerwiec 2003 | stalowa dziecięca | 5,5          | 33,0            | [ 5 ]  |

#### W budowie
W roku 2023 w parku w budowie znajdowała się 1 nowa kolejka górska.
| # | Nazwa                           | Producent | Data otwarcia | Typ                  | Wysokość [m] | Prędkość [km/h] | Źródło |
| - | ------------------------------- | --------- | ------------- | -------------------- | ------------ | --------------- | ------ |
| 1 | Maximus – Der Flug des Wächters | B&M       | 2023          | stalowy wing coaster | 17,0         | 54,0            | [ 7 ]  |